# Villa Latina
Villa Latina là một đô thị ở tỉnh Frosinone trong vùng Lazio, có vị trí cách khoảng 120 km về phía đông nam của Roma và khoảng 40 km về phía đông của Frosinone. Tại thời điểm ngày 31 tháng 12 năm 2004, đô thị này có dân số 1.269 người và diện tích là 17,0 km².
Villa Latina giáp các đô thị: Atina, Belmonte Castello, Picinisco, Sant'Elia Fiumerapido.